# Ristolas

Ristolas este o comună în departamentul Hautes-Alpes, Franța. În 1 ianuarie 2018 avea o populație de 89 de locuitori.